# ابن اریتا
ابن اریتا (انگلیسی: Ibón Arrieta؛ زادهٔ ۹ ژوئن ۱۹۷۷) بازیکن فوتبال اهل اسپانیا است.
از باشگاه‌هایی که در آن بازی کرده‌است می‌توان به باشگاه ورزشی براگا، باشگاه فوتبال سوئیندون تاون، باشگاه ورزشی اشتوریل پرایا، و گروه ورزشی شاوش اشاره کرد.